# Un homme courageux
Pour plus de détails, voir Fiche technique et Distribution.
Un homme courageux (West of Hot Dog) est une comédie muette sortie le 30 décembre 1924. Le film est réalisé par Scott Pembroke & Joe Rock

## Synopsis
Stan Laurel, un bleu au Far West.

## Fiche technique
- Réalisateurs : Scott Pembroke & Joe Rock
- Photo : Edgar Lyons
- Producteur : Joe Rock
- Distribution : Pathé Exchange
- Langue : anglais

## Distribution
- Stan Laurel : Stan
- Julie Leonard : Little Mustard, la fille du Shérif (non crédité)
- Lew Meehan : (non crédité)